# Kissimmee
Kissimmee is een stad in Osceola County, Florida in de Verenigde Staten. In 2000 had de stad 47.814 inwoners. Volgens het United States Census Bureau steeg het inwoneraantal in 2005 tot 59.364. Het is de hoofdplaats van Osceola County. De Houston Astros trainen hier geregeld.

## Plaatsen in de nabije omgeving
De onderstaande figuur toont nabijgelegen plaatsen in een straal van 12 km rond Kissimmee.